# Artemisia barrelieri
Artemisia barrelieri es una especie  perteneciente a la familia de las asteráceas. 

## Descripción
Son plantas que alcanzan un tamaño de 20-50 cm de altura, de cano a blanco-aracnoideas, fuertemente olorosas. Tallos erectos, ramiflcados, con ramas divaricadas. Hojas de 2-15 mm, generalmente muy próximas, divididas; lóbulos de 0,2-0,4 mm, de lineares a elípticos, subcilíndricos, obtusos; las inferiores espatuladas, bipinnatisectas, con pecíolo largo; las medias generalmente pinnatisectas, sentadas o con pecíolo corto; las más superiores generalmente enteras, sentadas. Panícula piramidal, densa. Capítulos sentados, erectos o erecto-patentes. Involucro de 2-2,5 x 1,5-2 mm, campanulado, atenuado. Brácteas involucrales glabrescentes o puberulentas, generalmente glandulosas, amarillentas; las más externas ovadas; las internas más largas que las externas, oblongas, con margen ancho y escarioso. Receptáculo convexo, generalmente glanduloso. Capítulos discoideos y homógamos con 4-7 flores flosculosas y hermafroditas. Flores flosculosas glandulosas, rojizas con la base del tubo oblicua. Aquenios de 1-1,2 x 0,5-0,6 mm, blanquecinos.  Florece y fructifica de noviembre.

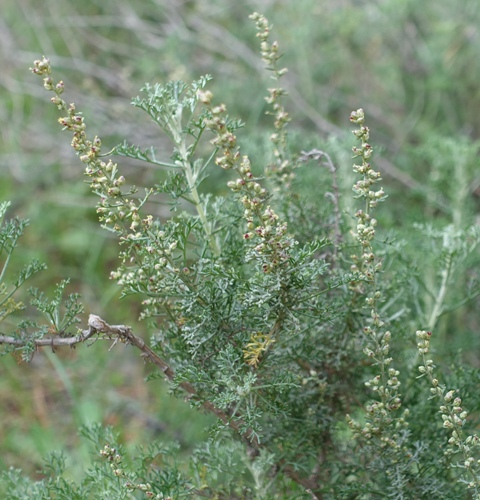
Artemisia barrelieri

## Distribución y hábitat
Se encuentra en suelos yesosos, calizos o arcillosos, entre 400 y 700 metros. Especie rara aparece en la subbética cordobesa en Grazalema.  Endémica del este de España.

## Taxonomía
Artemisia barrelieri fue descrita por Willibald S.J.G. von Besser y publicado en Bulletin de la Société Impériale des Naturalistes de Moscou 9: 87. 1836.
Citología
Número de cromosomas de Artemisia barrelieri (Fam. Compositae) y táxones infraespecíficos: 2n=36
Etimología
Artemisia: nombre genérico que tiene dos teorías en la etimología:  según la primera, debe su nombre a Artemisa, hermana gemela de Apolo y diosa griega de la caza y de las virtudes curativas, especialmente de los embarazos y los partos . según la segunda teoría, el género fue otorgado en honor a Artemisia II, hermana y mujer de Mausolo, rey de la Caria, 353-352 a. C., que reinó después de la muerte del soberano. En su homenaje se erigió el Mausoleo de Halicarnaso, una de las siete maravillas del mundo. Era experta en botánica y en medicina.
barrelieri: epíteto otorgado en honor de Jacques Barrelier.
Sinonimia
- Artemisia costae Sennen
- Seriphidium barrelieri (Besser) Soják	[5]

## Nombres comunes
- Castellano: abrótano macho, ajenjos dulces, altamisa fina, boja, boja granadina, boja reina, bojantina, bolina, bolinas, manzanillón, matapestosa, salá, tomillo negro.[6]